# Nolby
För andra betydelser, se Nolby (olika betydelser).
Nolby är en ort i Njurunda distrikt (Njurunda socken) i Sundsvalls kommun i Västernorrlands län. Den är belägen cirka 15 kilometer söder om Sundsvall och ingår i tätorten Kvissleby. 2009 bodde cirka 1 200 personer i Nolby.

## Geografi och samhället
Nolbys bebyggelse täcker en ytan om cirka 1,2 km gånger 1,2 km. Orten ligger vid Nolbykullens södra fot öster om E4. Nolbybäcken, som går från Fiskdammen väster om Nolbykullen till Ljungan strax söder om Kvissleby, skapar en dal som delar orten i två naturliga delar. Den norra delen består av Solede och Hemmanet. Den södra delen är till omfång något större. Här ligger bland annat Tingsta beläget, där länsväg 568 börjar vid E4. En annan del heter Tuna.
Nolby är till största delen en villaförort. Solede består mest av radhus, medan Hemmanet består av höghus som klättrar upp mot Nolbykullen.
Nolby bildar tillsammans med Kvissleby, Svartvik, Hemmanet och Vapelnäs en kommundel i Sundsvalls kommun med cirka 3 650 invånare.

## Historia
Nolby ligger intill och ingår delvis i det riksintressanta kulturmiljön Kvissle-Nolby-Prästbolet. I detta område har det förekommit bosättningar sedan åtminstone den äldre folkvandringstiden, då storhögar i området troligen skapades. Storhögarna benämns ibland som Nolby Högar.
Som egentlig by har Nolby existerat sedan cirka 600 e.Kr.

## Idrott och kultur
- Nolby Alpina SK.
- Nolby Hockey.
- Njurunda ridförening.